# Елитно првенство Француске два
Елитно првенство Француске два (фр. Championnat de France de rugby à XIII dе Élite 2) је други ниво домаћег, клупског рагби 13 такмичења у Француској.  Ово је полупрофесионална спортска рагби лига, у којој учествује једанаест полупрофесионалних француских рагби 13 клубова. 
Лига је основана 2002. године, а клуб који заврши на првом месту имаће прилику, да се пласира у највиши ранг, уколико испуњава услове, које захтева француска рагби 13 федерација.

## Историја
У прошлости се други ниво француског клупског рагби 13 такмичења звао "Национална лига 1", која се играла од 1958. до 2002. 

### Списак победника друге француске лиге у рагбију 13
- 2002-2003. Сент Ливрад
- 2003-2004. Карпентрас
- 2004-2005. Марсеј
- 2005-2006. Ле баркарес
- 2006-2007. Жифи бијас
- 2007-2008. Ле баркарес
- 2008-2009. Корбеји
- 2009-2010. Поло бронкос

- 2010-2011. Лескур артс
- 2011-2012. Поло бронкос
- 2012-2013. Поло бронкос
- 2013-2014. Бахо
- 2014-2015. Расинг Алби
- 2015-2016. Ле Реол
- 2016-2017. Вилефренш
- 2017-2018. Вилењен Арагон
- 2018-2019. Бахо
- 2019-2020. Није се играло због короне.

## Тимови учесници у сезони 2019-2020.
- Бахо
- Карпентрас
- Ентрејгес
- Ил сур Тет
- Лескур артис
- Лион Вилербон
- Барудерс де пија
- Салон
- Тулон метропол
- Вилефранш авирон
- Вилењен арагон

## Систем такмичења
Од септембра до јуна се игра лигашки део такмичења, у коме учествује 11 полупрофесионалних рагби 13 клубова, свако игра против свакога код куће и на страни, три бода се добијају за победу, два за нерешено и један за пораз. У јуну се одржава плеј оф, у коме учествује шест најбоље пласираних клубова. У плеј офу нема реванша. Победник друге лиге ће се можда пласирати у највиши ранг, уколико има адекватну инфраструктуру и буџет.